# Колібрі-шаблекрил сірогрудий
Колі́брі-шаблекри́л сірогрудий (Campylopterus largipennis) — вид серпокрильцеподібних птахів родини колібрієвих (Trochilidae). Мешкає в Амазонії та на Гвіанському нагір'ї.

## Опис
Довжина птаха становить 12,4-14,9 см. Самці важать 9-10 г, самиці 7-8 г. У самців верхня частина тіла зелена, блискуча, за очима невеликі білі плями. Нижня частина тіла у них повністю темно-сіра. Стрижні трьох першорядних махових пер витовщені і сплющені, що надає крилам харатерної форми. Хвіст східчастий, центральна пара стернових пер зелена, решта стернових пер синювато-чорні з білими кінчиками. Дзьоб дещо вигнутий, зверху чорний, знизу тілесного кольору з чорним кінчиком. У самиць стрижні махових пер менш видозмінені.

## Таксономія

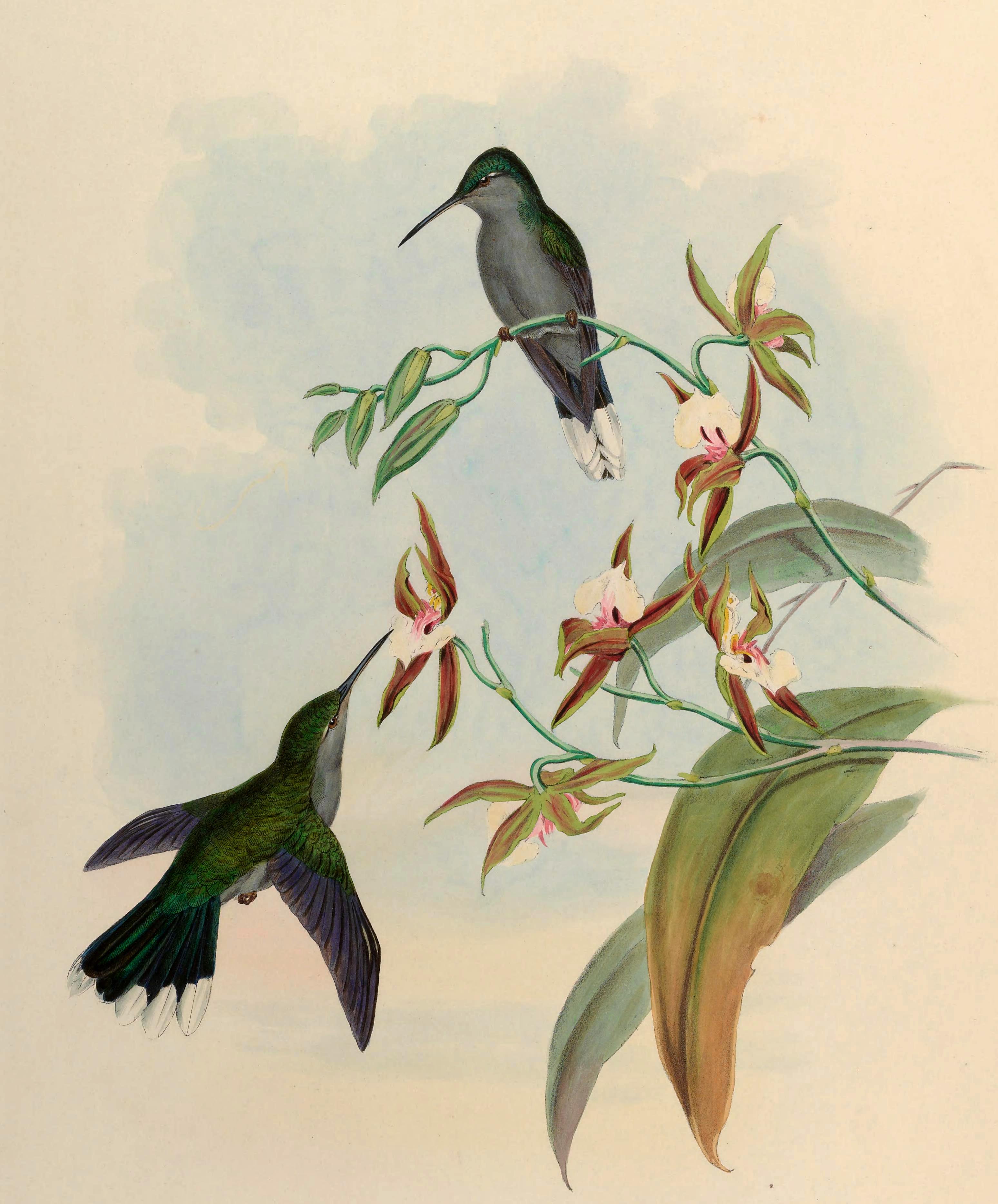
Сірогруді колібрі-шаблекрили

Сірогрудий колібрі-шаблекрил був описаний французьким натуралістом Жоржем-Луї Леклерком де Бюффоном в 1780 році в праці «Histoire Naturelle des Oiseaux» за зразком з Каєнни (Французька Гвіана). Науково вид був описаний в 1783 році, коли голландський натураліст Пітер Боддерт класифікував його під назвою Trochilus largipennis у своїй праці «Planches Enluminées». Пізніше вид був переведений до роду Колібрі-шаблекрил (Campylopterus), введеного британським орнітологом Вільямом Джоном Свенсоном у 1827 році. Сірогрудий колібрі-шаблекрил є типовим видом цього роду.

## Підвиди
Виділяють три підвиди:
- C. l. largipennis (Boddaert, 1783) — східна Венесуела, Гвіана і північна Бразилія;
- C. l. obscurus Gould, 1848 — північно-східна Бразилія;
- C. l. aequatorialis Gould, 1861 — від східної Колумбії і північно-західної Бразилії до північної Болівії.

Campylopterus calcirupicola і Campylopterus diamantinensis раніше вважалися підвидами сірогрудого колібрі-шаблекрила.

## Поширення і екологія
Сірогруді колібрі-шаблекрили мешкають в Колумбії, Еквадорі, Перу, Болівії, Бразилії, Венесуелі, Гаяні, Суринамі і Французькій Гвіані. Вони живуть у вологих рівнинних тропічних лісах, на узліссях і галявинах, в заростях на берегах річок і озер та у вторинних заростях, на висоті від 100 до 400 м над рівнем моря. Живляться нектаром квітів, зокрема з родин вересових, меластовових і геліконієвих, яких шукають в нижньому і середньому ярусах лісу, а також комахами, яких ловлять в польоті. Самці захищають кормові території. Початок сезону розмноження різниться в залежності від регіону. Гніздо чашоподібне, робиться з моху, встелюється м'яким насінням, зовні прикрашається лишайником, розміщується на горизонтальній гілці поблизу струмка або водоспада, на висоті 1 м над водою. В кладці 2 білих яйця.